# Sati Sulochana
Sati Sulochana (канн. ಸತಿ ಸುಲೋಚನ) — индийский фильм режиссёра Ю. В. Рао, вышедший на экраны 3 марта 1934 года. Первый полнометражный фильм на языке каннада. Сюжет основан на пьесе, показывающей события Рамаяны с точки зрения Сулочаны, невестки демона Раваны. К настоящему моменту фильм не сохранился.

## Сюжет
Сулочана — жена Индраджита, сына короля-демона Раваны.
Равана похищает жену Рамы Ситу и привозит её в своё королевство Ланка, заставляя Раму вступить с ним в войну. В ходе войны брат Рамы Лакшмана был невольно ранен стрелой Индраджита, но вылечен лекарственной травой Сандживани. Вылечившийся Лакшмана убивает Индраджита и делает Сулочану вдовой. Неспособная вынести боль от смерти мужа, Сулочана совершает самоубийство, пройдя обряд сати.

## В ролях
- Трипурамба — Сулочана
- Суббайя Найду[англ.] — Индраджит
- Р. Нагендра Рао[англ.] — Равана
- Лакшми Бай — Мандодари
- Ярагудипати Варада Рао[англ.] — Лакшмана
- Д. А. Мурти Рао — Рама
- С. В. Сешачалам — Нарада

## Производство
В 1932 году марварский бизнесмен Шах Шаманлал Дунгаджи основал в Бангалоре кинокомпани South India Movietone и, загоревшись идеей сделать звуковой фильм на каннада, решил экранизировать кусочек Рамаяны. После продолжительных обсуждений со своими партнерами Дунгаджи нанял в качестве режиссёра Я. В. Рао, получившего известность благодаря немому фильму Hari Maya (1932). Сценарий, диалоги и тексты песен для фильма написал один из ведущих личностей театра на каннада, а затем и кино, Беллаве Нарахари Шастри.
На роль Раваны Рао выбрал актёра тамильского кино и театра на каннада Р. Нагендру Рао, а на роль Индраджита — его партнёра по труппе Sri Sahitya Samrajya Nataka Mandali М. В. Суббайя Найду. Лакшми Бай из той же труппы была автоматически принята на роль Мандодари, жены Раваны. Себя Я. В. Рао назначил на роль Лакшмана. Сулочану сыграла певица Трипурамба, почти не имевшая опыта актёрской игры. Поскольку Нагендра Рао был единственным человеком в команде, помимо режиссёра, с опытом кинопроизводства, ему был предоставлен дополнительный портфель управления. Сочинением музыки изначально занимался известный композитор Х. Р. Падманабха Шастри, но позже Нагендра Рао взял на себя эту работу, а Шастри только помогал ему. Всего для фильма было записано 16 песен.
Ради экономии средств снимать фильм было решено в Колхапуре. Там Рао забронировал Chatrapathi Studio, и в декабре 1933 года съёмочная группа отправилась туда на поезде. Работа над фильмом заняла два месяца. Съёмка осуществлялась как при естественном солнечном свете, так и с использованием искусственных отражателей. Декорации не имели потолка, его заменяла натянутая белая ткань.
Большую проблему вызвала съёмка сцены оплакивания героиней погибшего мужа. Исполнительница ведущей роли Трипурамба не смогла выдавить из себя ни одной слезинки. Режиссёр кричал и ругался на неё на всех известных ему языках и даже попытался ударить, а затем в ход пошли сырой лук и зелёный перец чили, от которого глаза актрисы налились кровью. В итоге слезы сымитировали с помощью капель воды.
Для съёмки сцен битвы Рао использовал несколько сотен статистов, и целых четыре камеры — новинку на то время.
Производство фильма обошлось в 40 тыс. рупий. Премьера состоялась 3 марта 1934 года в бангалорском кинотеатре Paramount и вызвала большой интерес у публики. Прокат фильма длился шесть недель.
К настоящему моменту ни одной копии фильма не сохранилось.